# Wimbotsham
 (juillet 2023).
Wimbotsham est une paroisse civile et un village du Norfolk, en Angleterre.